# Crassula spathulata
Crassula spathulata là một loài thực vật có hoa trong họ Crassulaceae. Loài này được Thunb. miêu tả khoa học đầu tiên năm 1778.

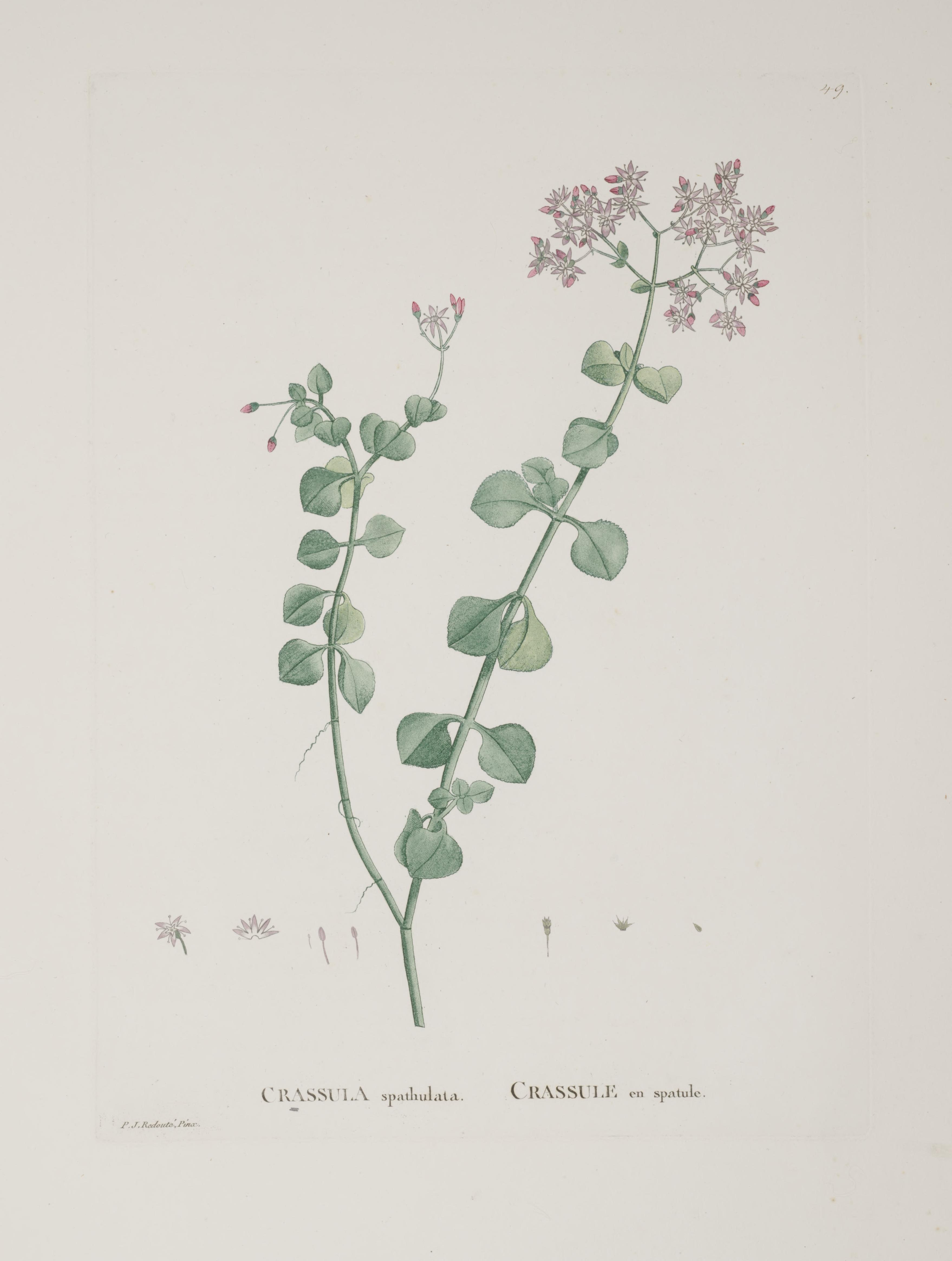
Botanical illustration

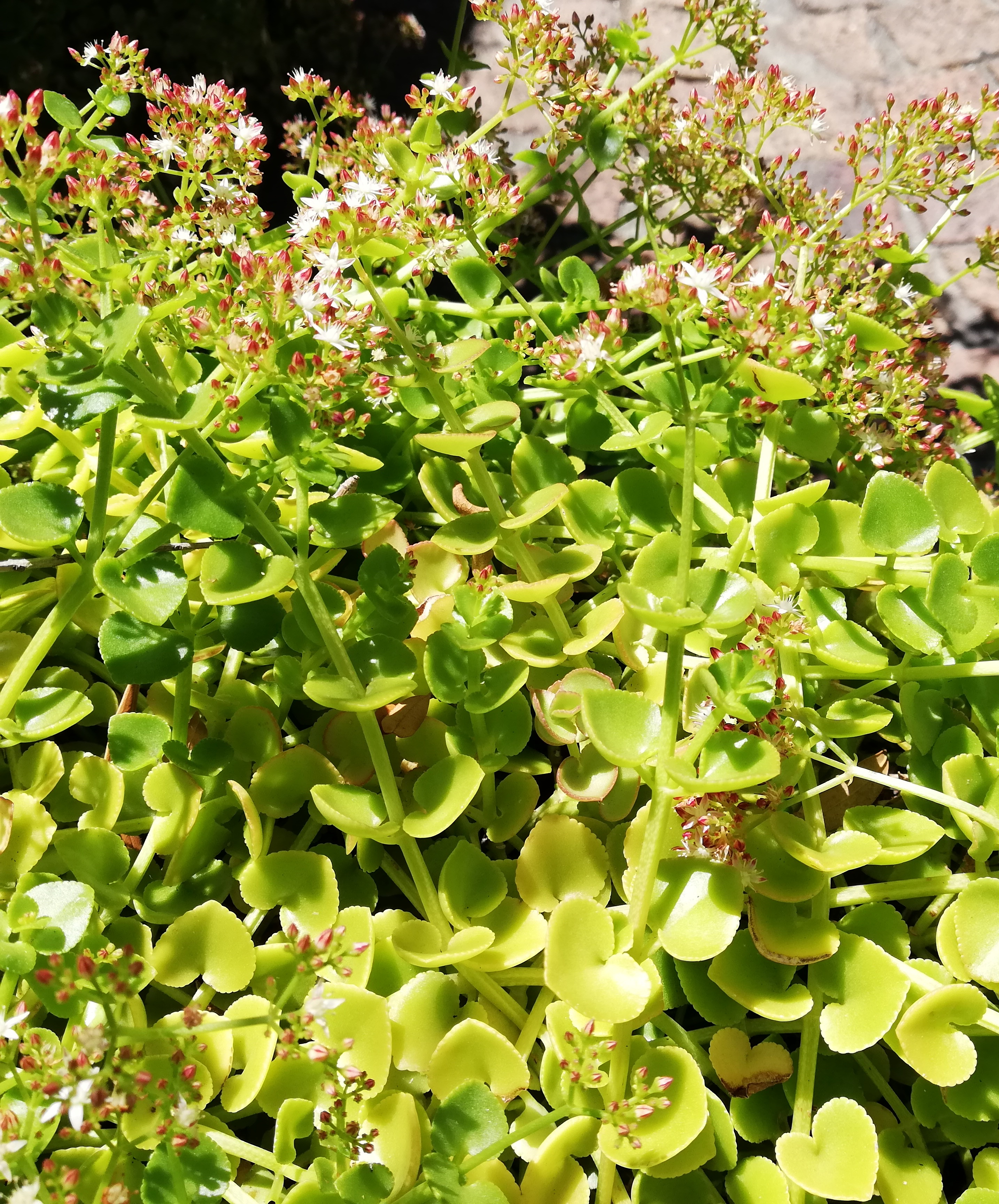
Detail of foliage and flowers

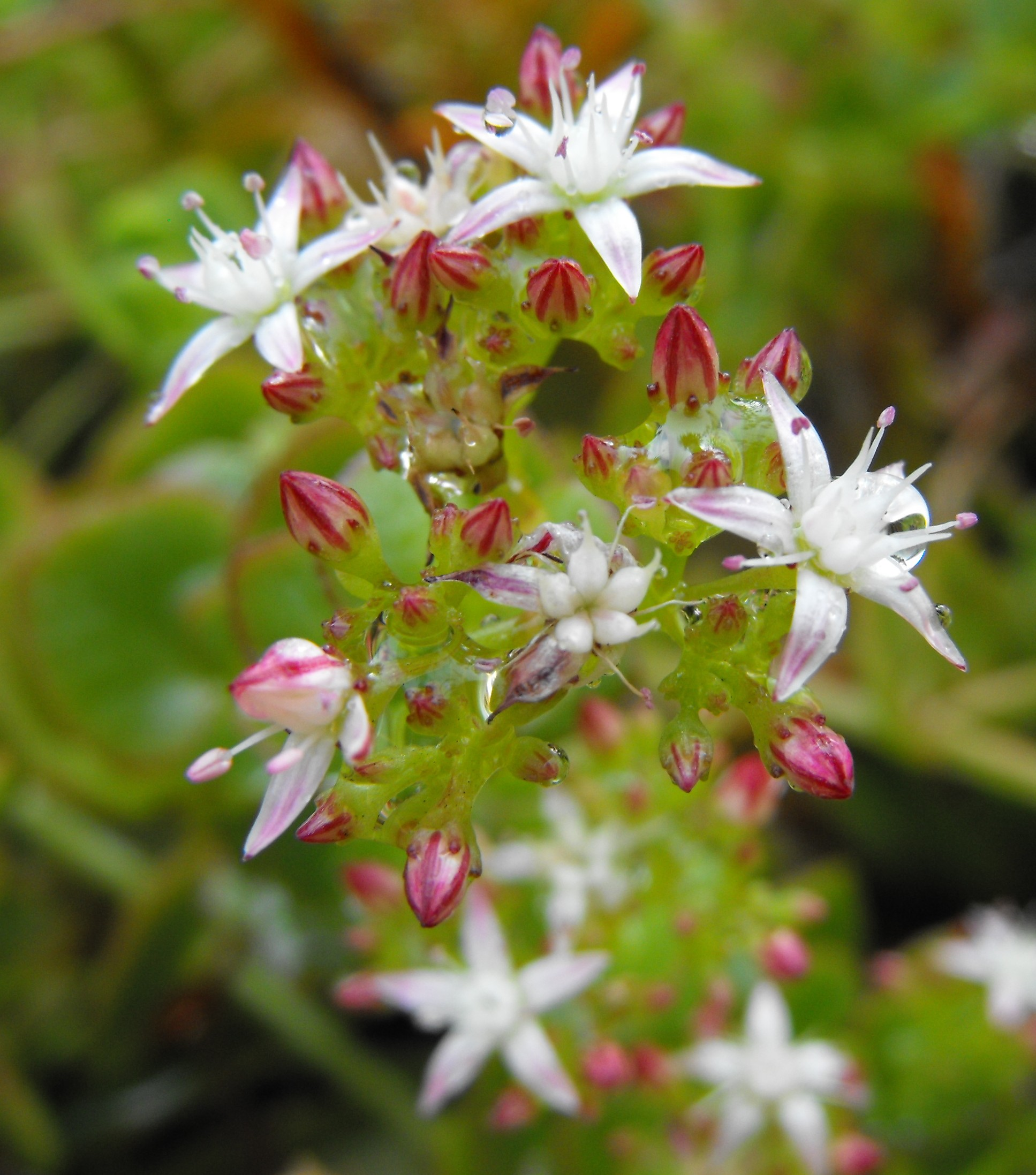
Flower detail